# Нікарагуанська кухня

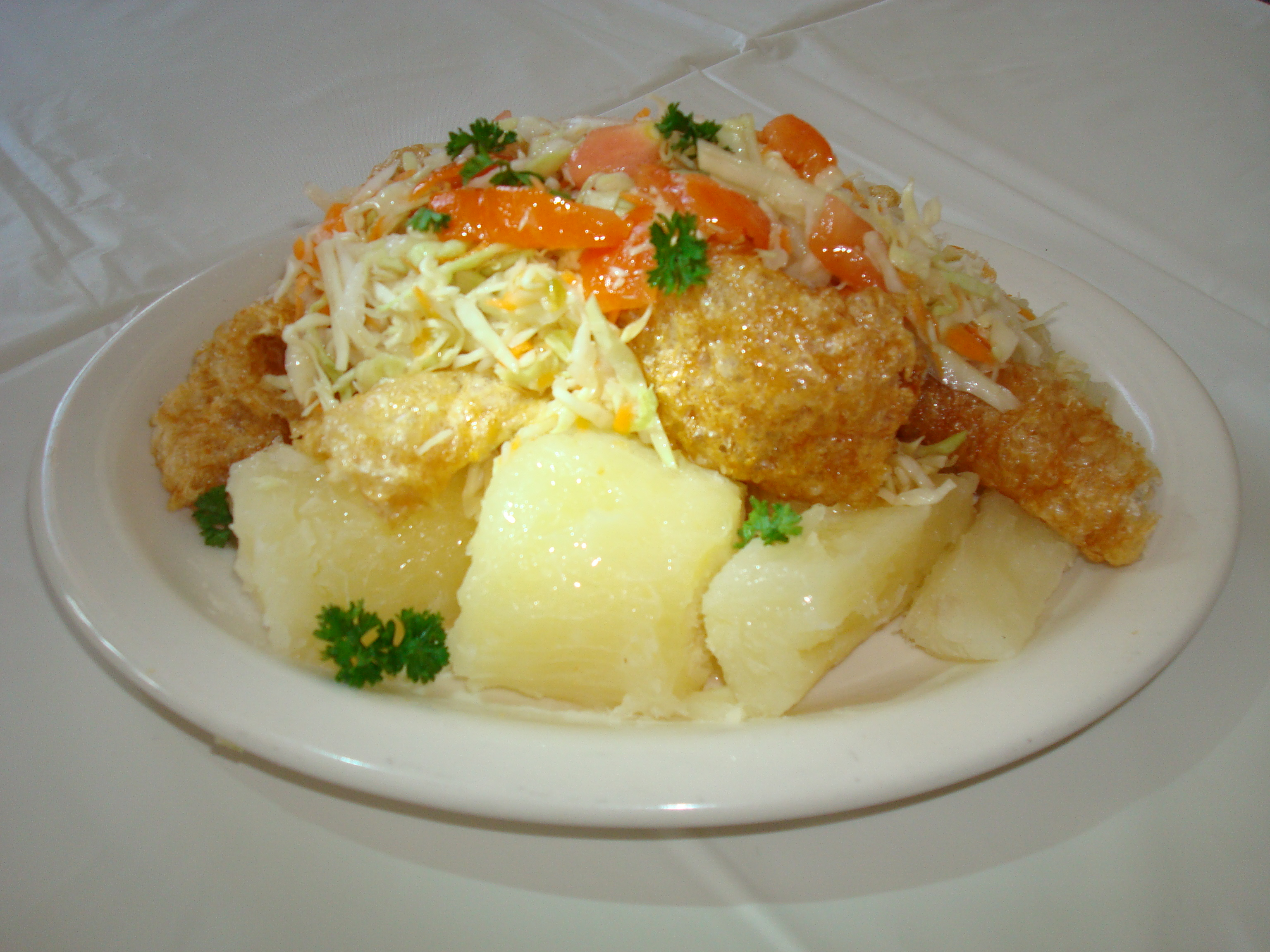
Традиційна нікарагуанська страва «Vigorón»

Нікарагуанська кухня (ісп. Gastronomía de Nicaragua) — набір кулінарних традицій, характерних для Нікарагуа; являє собою суміш індіанської кухні з іспанською. Незважаючи на невеликий розмір країни, кухня Нікарагуа має регіональні відмінності; в XXI столітті в країні спостерігається зростання «гастрономічного туризм».

## Традиції та особливості
Основою кухні Нікарагуа, як і багатьох інших країн Центральної Америки, є кукурудза. Також поширені червона квасоля та рис, які мешканці країни часто їдять на сніданок. Популярні свинина, курятина та риба. Овочі зазвичай вживаються у вигляді салатів і додаються в супи, а фрукти перш за все у вигляді соків. На карибському узбережжі країни широко поширене вживання морепродуктів та спецій, кокосової олії та молока: риба йде в їжу вареною, сушеною та у вигляді супів. На тихоокеанському узбережжі більш популярно вживання м'яса та молочних продуктів, цінується жирна смажена їжа.